# 西成田駅
西成田駅（にしなりたえき）は、千葉県印旛郡成田町（現：成田市）土屋にあった、成田鉄道多古線の駅（廃駅）である。「不動公園駅」と呼ばれることもあった。多古線休止に伴い1944年（昭和19年）に休止、その後1946年（昭和21年）に正式に廃止された。当駅から北に約500メートル程行った場所にあった「成田裏駅」は、当駅開業の際に廃止された。

## 歴史
- 1928年（昭和3年）9月25日：成田鉄道多古線 成田 - 三里塚間の改軌に伴う経路変更時に不動公園駅として開業。
- 1932年（昭和7年） - 1934年（昭和9年）頃：西成田駅に改称。
- 1944年（昭和19年）1月11日：多古線の休止に伴い駅休止。
- 1946年（昭和21年）10月9日：多古線の廃線に伴い廃駅。

## 隣の駅
成田鉄道
多古線
成田駅 - 西成田駅 - 東成田駅

## 現況

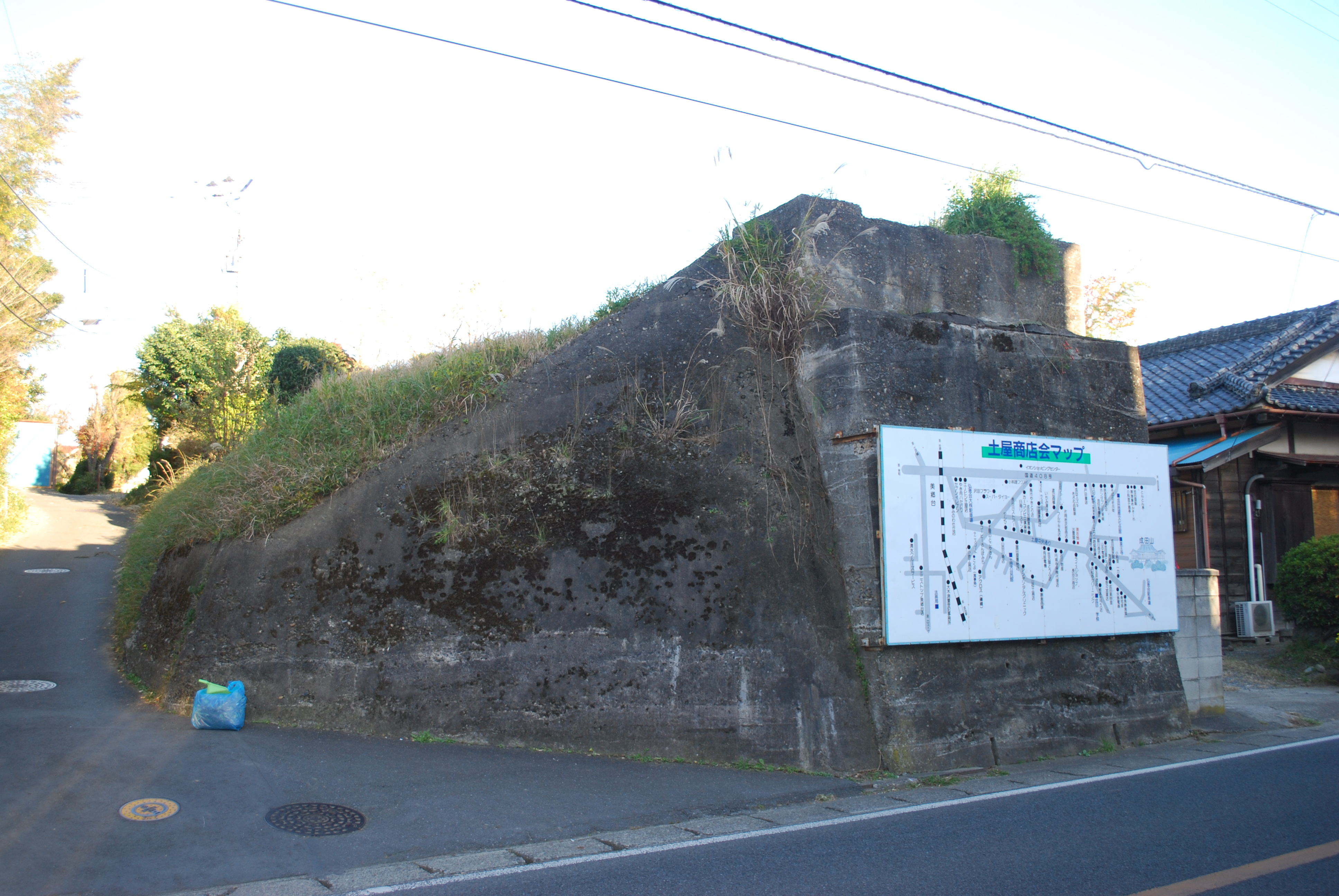
多古線の橋台跡（2008年11月）

駅そのものの痕跡はないが、駅跡周辺では家並みが路線跡に沿って並んでいる。
当駅跡西方の千葉県道18号成田安食線脇には、多古線が道路を乗り越えていた橋梁の橋台が片側のみ残されている。